# Pictures & Sounds
Pictures & Sounds, egentligen Pictures & Sounds (Original Soundtrack From The SF Production Ola & Julia), är det fjärde studioalbumet av den Svenska rockgruppen Ola and the Janglers, släppt den 21 augusti 1967. Albumet var filmen Ola & Julias soundtrack, där gruppens vokalist Ola Håkansson har en av huvudrollerna .

## Bakgrund
Albumet blev filmens officiella soundtrack då det framfördes av Håkanssons grupp Ola and the Janglers. Gruppen hade dom senaste två åren etablerat sig själva som den största svenska rockgruppen tillsammans med Hep Stars och Tages, eftersom de hade fått in nio låtar på Tio i topp, samt sju på Kvällstoppen. Med start 1966 hade även gruppens gitarrist Claes af Geijerstam börjat skriva en större andel av gruppens singlar, samt ett par albumspår på Surprise, Surprise (1965) samt Patterns (1966). Efter gruppens tredje studioalbum Lime Light, där af Geijerstam komponerade nio av albumets tolv låtar, etablerade även han sig som en skicklig låtskrivare.
År 1967 stod det klart att Håkansson skulle delta i inspelningen av filmen, varpå gruppen började arbeta med soundtracket. Eftersom skivan spelades in år 1967 blev en hel del av materialen psykedeliskt, såsom låten "Mystic Man", som innehåller en viss indisk inspiration, samt den orgel-dominerade "Hands". Utöver detta så verkar det ej finnas ett motiv i musiken, utan på skivan förekommer även akustiska gitarrlåtar ("Juliet"), ballader ("Time Will Go By") poprock ("This Ring", "Your Melody" och "Talk To Me") samt den Zombies-liknande låten "Today's The Day". Till skillnad från både tidigare och senare album av gruppen är att allt material på skivan är originalkompositioner. af Geijerstam står bakom alla låtar på skivan, med hjälp av gruppens organist Johannes Olsson på tre av dem ("Today's The Day, "Hands" och "Mary Jones").
Fyra låtar som senare hamnade på Pictures & Sounds släpptes i form av två singlar redan innan albumet kommit ut. Dessa var "Strolling Along" med "A Story Of Glory" på B-sidan. Denna kom ut i maj 1967 och nådde nummer 5 på Tio i Topp, samt nummer 20 på Kvällstoppen. Den andra singeln blev "Juliet", med "This Ring" på B-sidan. Denna släpptes i augusti 1967 och nådde nummer 3 på både Tio i Topp och Kvällstoppen. En femte låt, "Today's The Day", släpptes ursprungligen på Sveriges Radios samlingsalbum Popligan – För FN Och Flykting-67.
Albumet släpptes i samband med filmens ursprungliga premiär den 21 augusti 1967, och var den första skivan av gruppen som enbart släpptes i stereo. Den kom med i ett gatefold-format med bilder på bandmedlemmarna samt övriga bilder från inspelningarna av både soundtracket och filmen. Utöver släppet i Sverige gavs Pictures & Sounds ut i både Italien och Kanada, varav Kanadaversionen släpptes 1968.

## Låtlista
Alla låtar är skrivna och komponerade av Claes af Geijerstam, om inget annat anges. 
| 1.           | "This Ring"                                             |                               | 2:01  |
| 2.           | "Behind Every Clever Woman There's Always A Clever Man" |                               | 2:24  |
| 3.           | "Time Will Go By"                                       |                               | 2:24  |
| 4.           | "Call Me Tomorrow"                                      |                               | 2:38  |
| 5.           | "My Girl Wants To Be"                                   |                               | 2:40  |
| 6.           | "Today's The Day"                                       | af Geijerstam Johannes Olsson | 2:26  |
| 7.           | "Strolling Around"                                      |                               | 2:02  |
| Total längd: | Total längd:                                            | Total längd:                  | 16:35 |

| 1.           | "Juliet"           |                      | 3:09  |
| 2.           | "Your Melody"      |                      | 2:23  |
| 3.           | "Mystic Man"       |                      | 4:27  |
| 4.           | "A Story Of Glory" |                      | 3:06  |
| 5.           | "Hands"            | af Geijerstam Olsson | 1:12  |
| 6.           | "Talk To Me"       |                      | 2:17  |
| 7.           | "Mary Jones"       | af Geijerstam Olsson | 2:50  |
| Total längd: | Total längd:       | Total längd:         | 19:24 |

## Medverkande
Ola and the Janglers
- Ola Håkansson – sång
- Leif Johansson – trummor
- Åke Eldsäter – bas
- Johannes Olsson – piano, orgel, elektriskt piano
- Claes af Geijerstam – gitarr, baksidetext

Andra
- Gunnar Bergström – producent
- Peter Strindberg – ljudtekniker
- Peter Fischer – foto
- Larsåke Thuresson – foto